# Sumter, Carolina de Sud
Sumter este un oraș din comitatul Sumter, statul Carolina de Sud, SUA. Orașul este totodată reședința comitatului omonim Sumter. Amplasat la altitudinea de 52 m deasupra n.m., Sumter ocupă suprafața de 69,3 km² dintre care 68,9 km² este uscat. La estimarea din anul 2007, USCB estimase că localitatea avea 39.159 locuitori cu o densitate de 568,3 loc./km². Pe teritoriul orașului se află baza militară aeriană "Shaw Air Force Base".

## Personalități marcante
- Robert Best, jurnalist
- John Gayle, al 7-lea guvernator al statului Alabama
- Joseph Leonard Goldstein, genetician, laureat al premiului Nobel
- Bob Montgomery, boxer
- Shawn Weatherly, actriță și Miss Universe în 1979